# Северо-Восточная армия
Северо-Восточная армия (кит. 东北军) — группа войск в составе армии Китайской республики, созданная в 1929 году на основе бывшей армии Фэнтяньской клики. Единственное формирование НРА, имевшее в своём составе и сухопутные войска, и авиацию, и флот.

## История

### Армия Фэнтяньской клики
Ядром этой группировки послужили войска, оказавшиеся после Синьхайской революции под командованием Чжан Цзолиня. В 1920 году они помогли Чжилийской клике разгромить Аньхойскую клику, в результате чего контролируемая Фэнтяньской армией территория распространилась внутрь Великой стены, однако после боёв с Чжилийской кликой в 1922 году ей пришлось отступить на север от Стены. Когда в 1924 году на завершающей стадии второй Чжили-Фэнтяньской войны Фэн Юйсян из Чжилийской клики совершил Пекинский переворот, разбив Цао Куня и У Пэйфу, то Фэнтяньская армия взяла контроль над территорией южнее Стены вплоть до Шанхая. В 1925 году началась Анти-Фэнтяньская война, в ходе которой поддержанный Фэн Юйсяном Го Сунлин попытался атаковать штаб-квартиру Фэнтяньской армии в Мукдене, однако в 1926 году Фэнтяньские войска взяли под контроль Пекин, победоносно завершив войну.
В 1927 году Чжан Цзолинь сосредоточил в своих руках всю официальную власть Китайской республики, однако уже в 1928 году под сосредоточенными ударами войск Чан Кайши, Ли Цзунжэня, Фэн Юйсяна и Янь Сишаня ему пришлось отступить на Северо-Восток. Там Чжан Цзолинь погиб во время Хуандутуньского инцидента, а его преемник Чжан Сюэлян признал власть Нанкинского правительства.

### Северо-Восточная армия охраны границ
В 1929 году Чан Кайши преобразовал Фэнтяньскую армию в «Северо-Восточную армию охраны границ» (东北边防军), или, коротко, «Северо-Восточную армию» (东北军). Её численность составила 300 тысяч человек, командиром был Чжан Сюэлян. Когда в 1930 году разразилась Война центральных равнин, то Северо-Восточная армия, оставшись верной Чан Кайши, взяла под контроль Пекин и Тяньцзинь, включив в свой состав войска Сун Чжэюаня, ранее воевавшего на стороне Фэн Юйсяна.
Когда в 1931 году после «инцидента 18 сентября» японская армия вторглась в Маньчжурию, то Чжан Сюэлян, подчиняясь приказам Чан Кайши, увёл Северо-Восточную армию внутрь Великой стены; лишь Ма Чжаньшань в Хэйлунцзяне не подчинился приказу и организовал сопротивление японцам. В 1933 году группировка Сун Чжэюаня приняла участие в обороне Великой Стены. В 1934 году 160 тысяч человек Северо-Восточной армии были передислоцированы в провинции Шэньси и Ганьсу, где по приказу Чан Кайши приняли участие в блокаде «особого района», контролировавшегося китайскими коммунистами. Не желая участвовать в гражданской войне в то время, как страна подвергается внешней агрессии, Чжан Сюэлян совместно с командующим Северо-Западной армией Ян Хучэном 12 декабря 1936 года арестовали Чан Кайши. После переговоров Чан Кайши был освобождён, однако полетевший с ним в Нанкин Чжан Сюэлян был там арестован.

### Северо-Восточная армия после Сианьского инцидента
Когда стало известно об аресте Чжан Сюэляна в Нанкине, то часть радикально настроенных молодых офицеров Северо-Восточной армии потребовала объявить войну Чан Кайши; старшие же командиры возражали против планов спасения Чжан Сюэляна. Так как одним из активно отговаривавших молодёжь от резких движений был Чжоу Эньлай, то 2 февраля 1937 года молодые офицеры убили генерала Ван Ичжэ, который первым из генералов Северо-восточной армии установил контакт с Красной армией. Вслед за Ван Ичжэ был убит командир одного из полков Северо-восточной армии — Гао Фуюань, активно защищавший союз с Красной армией. Чжоу Эньлаю удалось предотвратить самосуд над группой молодых офицеров, ответственных за убийство, добившись срочного их перевода из Сианя в другие гарнизоны.
В марте 1937 года была достигнута договорённость между Чан Кайши и высшим командным составом Северо-Восточной армии о передислокации армии на стык провинций Хэнань-Аньхой-Цзянсу. С апреля по июнь была проведена реорганизация армии: каждый корпус четырёхдивизионного состава был сокращён до двух дивизий по два полка в каждой, лишь кавалерийский корпус состоял из трёх дивизий. Эти войска в дальнейшем принимали участие в боях на различных фронтах японо-китайской войны, уже не будучи объединёнными под единым командованием.

## Боевой состав

### Сухопутные войска
В 1929 году армия состояла примерно из 300 тысяч человек. К моменту отхода на северо-запад в провинции Шэньси и Ганьсу в ней насчитывалось уже менее 200 тысяч человек. После Сианьского инцидента армия была реорганизована в шесть корпусов (или армейских групп):
- 49-й корпус (командир — Лю Доцюань) из 105-й и 109-й дивизий
- 51-й корпус (командир — Юй Сюэчжун) из 113-й и 114-й дивизий
- 53-й корпус (командир — Вань Фулинь) из 116-й и 130-й дивизий
- 57-й корпус (командир — Мяо Чжэнлю) из 111-й и 112-й дивизий
- 67-й корпус (командир — У Кэжэнь) из 107-й и 108-й дивизий
- 2-й кавалерийский корпус (командир — Хэ Чжуго) из 3-й, 4-й и 6-й кавалерийских дивизий

### Авиация
В январе 1921 года по приказу Чжан Цзолиня были созданы структуры, предназначенные для развития авиации в Трёх провинциях Северо-Востока. На восточной окраине Шэньяна был построен аэродром, началась закупка самолётов — отсюда и берёт своё начало авиация Северо-Восточной армии. Чжан Сюэляном было создано Шэньянское авиационное училище, готовившее лётчиков. В сентябре 1923 года Чжан Цзолинь назначил Чжан Сюэляна ответственным за развитие авиации, что резко ускорило работы в этой области. В 1925 году в ВВС Фэнтяньской армии было 15 самолётов, разбитые на 5 эскадрилий, которым были официально присвоены названия «Летающие драконы», «Летающие тигры», «Летающие орлы», «Летающие соколы» и «Летающие леопарды». В том же 1925 году был создан штаб ВВС Фэнтяньской армии, который возглавил Чжан Сюэлян.
Наличие собственных ВВС весьма помогало Чжан Цзолиню во время боевых действий против других милитаристов, однако во время конфликта на КВЖД, авиация Северо-Восточной армии была разгромлена. Во Франции были закуплены новые самолёты. В 1931 году японцы вторглись в Маньчжурию. Японская армия захватила все аэродромы и структуры обслуживания ВВС Северо-Восточной армии, в результате чего ВВС Северо-Восточной армии прекратили своё существование.